# キヒサツミ
キヒサツミ（岐比佐都美、来日羅積）は、『古事記』に登場する人物。

## 概要
『古事記』中巻の垂仁天皇条に登場する。『日本書紀』『新撰姓氏録』などには見られない。出雲国造の祖とされる。

## 記述

### 古事記
垂仁天皇の息子である本牟智和気御子が言葉を話せない理由が、出雲大神の御心による祟りであると太占によって判明し、御子は大神を参拝するために曙立王と菟上王を連れて出雲へ訪問する。大神を拝み終えて都へ帰る際、肥河の中に黒い皮のついた丸太橋を作り、仮宮を建てて御子をお呼びした。出雲国造の祖である岐比佐都美が青葉の山を川下に飾り立てて、大御食（おおみけ）を献上しようとした時に、御子が言葉を発して「この川下にある青葉の山のようなものは、山に見えて山ではない。もしかして、出雲の石硐（いわくま）の曽宮（そのみや）にいらっしゃる、葦原色許男大神を奉斎する祝（はふり）の祭場だろうか。」と質問なさった。遣わされた王たちは聞いて喜び見て喜び、御子は檳榔（あじまさ）の長穂宮（ながほのみや）に滞在していただいて、早馬の使者を天皇のもとへ奉った。

## 考証
「キヒサ」は『出雲国風土記』出雲郡にある支比佐（きひさ）社の記述から仏経山（神名火山に比定）周辺を指す古い地名、「ツ」は連体格助詞、「ミ」は精霊・神霊を表す語と解釈されている。同じく名に「キヒサ」を冠することから、『出雲国風土記』出雲郡条に登場するキヒサカミタカヒコ（伎比佐加美高日子命、天津枳比佐可美高日子命）との関連が考察されており、同一神と見る説や、共通した名の起源をもとに人と神という異なる形へと発展していったとする説などがある。この神との繋がりからキヒサツミを男性と考える一方、水の威霊を負って神や貴人に仕える巫女（＝「水の女」）とする見方もある。
出雲国造の祖としては他にアメノホヒも伝わっているが、この点についてアメノホヒを本来は出雲とは関係のない新たに創られた祖神と考え、出雲国造と結びつけられるのは後代のことであり、神名火山信仰に基づくキヒサの守護神＝キヒサツミを祖とする『古事記』での記述を、出雲国造にまつわるより古い形態の伝承と見る説がある。
キヒサツミによる青葉の山を飾って大御食を献上しようとする行為は、出雲が倭へ奉仕し双方の関係の改善を試みたものであったが、献上する直前でホムチワケが言葉を発したゆえに中断され、結果として出雲による倭への服属が完了できなかったとし、さらには後のホムチワケとヒナガヒメとの婚姻関係の失敗が重ねられることによって景行天皇条で出雲が征伐対象にされる伏線となっているとする見方がある。また、献上は服属ではなく「出雲の大神」への祭祀と考えられるとし、ホムチワケは「出雲の大神」に憑依されている巫者、キヒサツミはそれに対する司霊者なのではないかとも指摘されている。
「出雲の石硐の曽宮」は杵築大社（出雲大社）とする説、神門郡の那売佐神社とする説、出雲郡の曽枳能夜社とする説などがある。『出雲国風土記』には曽枳能夜の社に坐す伎比佐加美高日子命の社が、神名火山の峰にあると記されている。
キヒサツミは出雲国造系図の第15（もしくは14）代（来日曰維積命、来日田維命、来昌維績命、来昌維命、来日田准命、来日田維穂命、来目田維穂命など）に当たるとされる。高嶋弘志は諸本での表記揺れを誤写が繰り返されたものとしたうえで、「キヒ」は「来日」、「サ」は「羅」、「ツミ」は「積」が本来の表記であり、元の神名は「来日羅積命」であったと推測している。「羅」を「サ」と訓む実例には『万葉集』1159番歌があり、ウスモノ（ウスギヌ）を表す「紗」と同じ意味であることから「サ」の仮名に用いられたと考えられている。